# Paradiestus vitiosus
Paradiestus vitiosus là một loài nhện trong họ Corinnidae.
Loài này thuộc chi Paradiestus. Paradiestus vitiosus được Eugen von Keyserling miêu tả năm 1891.